# 조가비핵

가운데 안쪽의 보라색 부분이 조가비핵을 가리킨다.

조가비핵(-核, putamen) 또는 피각(被殼)은 대뇌의 시상아래의 조직이다. 조가비핵은 미상핵과 함께 배후 선조체를 형성한다.

## 같이 보기
- 렌즈핵